# Nejmeddine Hentati
Nejmeddine Hentati est un historien et universitaire tunisien.
Auteur connu dans le domaine de l'histoire médiévale de l'islam, en particulier dans l'étude de l'école malikite, il a participé à plusieurs congrès organisés dans le monde arabe et dans des pays européens (majoritairement en France) et rédigé de nombreux articles dans diverses revues comme Les Cahiers de Tunisie, Ibla et Islamic Law and Society.

## Biographie
Au terme de ses études, il obtient un baccalauréat en lettres, puis une maîtrise en histoire et un certificat d'aptitude à la recherche à la faculté des sciences humaines et sociales de Tunis. À cela s'ajoute un diplôme de recherches approfondies et un diplôme d'habilitation en 2001 au sein de la même faculté. Il travaille désormais à l'Institut supérieur de la civilisation islamique rattaché à l'université Zitouna de Tunis ; il est aussi directeur de son unité de recherche sur l'histoire de Kairouan.

## Publications
- Le malékisme dans l'Occident musulman jusqu'au Ve/XIe siècle, éd. L'Or du Temps, Tunis, 2004  (ISBN 9973440110)
- Études d'histoire kairouanaise, éd. Centre d'études islamiques de Kairouan, 2008
- Contributions scientifiques et apports techniques de Kairouan, textes réunis et présentés par Nejmeddine Hentati, Tunis, 2011

### Malikisme
Connu en français sous le nom de Le malékisme dans l'Occident musulman jusqu'au Ve/XIe siècle, cet ouvrage rédigé en arabe comporte deux parties principales : « Sahnûn et les raisons de la pénétration du malikisme dans l'Occident musulman » et « L'évolution du malékisme dans l'Occident musulman jusqu'au Ve/XIe siècle ». Une partie du livre a été traduite par la revue de l'Institut pontifical d'études arabes et d'islamologie, Études arabes, dans son numéro 100-101 portant sur les écoles juridiques islamiques en Afrique du Nord.

### Histoire de Kairouan
À l'occasion de la désignation de la ville de Kairouan comme capitale de la culture islamique pour l'année 2009, l'unité de recherche sur l'histoire de Kairouan dirigée par Hentati publie en 2008 Études d'histoire kairouanaise, une collection de textes en arabe portant notamment sur des aspects urbanistiques, architecturaux et historiques de la cité.